# 3268 De Sanctis
3268 De Sanctis este un asteroid din centura principală, descoperit pe 26 februarie 1981, de Henri Debehogne.